# Бромид кадмия
Бромид кадмия (англ. Cadmium bromide) — неорганическое химическое вещество с формулой CdBr2, твёрдое при нормальных условиях, кристаллы. Гигроскопично и хорошо растворимо в воде .
Высокая растворимость в воде отчасти объясняется образованием аква- и гидроксокомплексов кадмия. Хорошо растворим в этаноле, ацетоне и других органических растворителях.
Характер связи в соединении существенно ковалентный  (некоторые авторы описывают его как преимущественно ковалентный, некоторые - как "бесспорно ковалентный" , реже - как "бесспорно ионный"). 
Типичные слоистые кристаллические решётки можно описать, как ионные . 
Водные растворы бромида кадмия содержат частицы Cd2+, CdBr+, молекулы CdBr2, [CdBr3]- и [CdBr4]2- .
В больших концентрациях весьма токсично, наряду с другими соединениями кадмия.

## Получение и применение
Бромид кадмия может быть получен:
- непосредственным взаимодействием кадмия с бромом при нагревании;
- действием ледяной уксусной кислоты и ацетилбромида на ацетат кадмия;
- растворением оксида кадмия в бромоводородной кислоте с дальнейшим выпариванием продукта реакции в инертной (например, гелиевой) атмосфере[3].

Реакции в водных растворах ведут к получению гидратов. Так же нужно учитывать образование комплексов кадмия с бромид-ионами (причём устойчивых в водных растворах). .
Используется в  производстве фотоплёнки, а также в литографии.